# Aleksy (Diechtieriow)
Aleksy, imię świeckie Aleksandr Pietrowicz Diechtieriow (ur. 19 kwietnia 1889 w Wilnie, zm. 19 kwietnia 1959 tamże) – rosyjski biskup prawosławny.

## Życiorys
Ukończył gimnazjum klasyczne w rodzinnym Wilnie (1908), a następnie Szkołę Morską Dalekiej Żeglugi w Lipawie (1911). Służył jako szturman (odpowiednik bosmanmata) na statku „Birma” należącym do Rosyjskiego Towarzystwa Wschodnioazjatyckiego. W 1913 przeszedł do pracy w oddziale statystycznym ds. opisu flory subtropikalnej Zakaukazie. Po rozpoczęciu I wojny światowej został zmobilizowany do oddziału technicznego XII Armii, stacjonował w Rydze. W 1917 wzmiankowany jako redaktor pisma literacko-artystycznego w Rostowie, zaś w roku następnym – jako lektor i dziennikarz w Woroneżu. W latach 1918–1920 przebywał nad Donem, gdzie działał w ruchu skautowskim i wydawał „Gazetę Pedagogiczną”.
W 1920 wyjechał z Rosji do Anglii, jednak nie dotarł do celu podróży; chory na tyfus, opuścił statek w Konstantynopolu. Działał w środowisku rosyjskiej emigracji: był wychowawcą w Gimnazjum Gallipolskim od 1920 do 1923, następnie przeniósł się do Bułgarii i pracował w oddziale kierującym rosyjskimi szkołami oraz kierował rosyjskimi domami dziecka w Szumenie, Wielkim Tyrnowie i Leskowcu.

### Duchowny
W 1935 złożył wieczyste śluby mnisze w monasterze św. Hioba Poczajowskiego w Ladomirovej, zaś święcenia kapłańskie przyjął w 1938. Jako hieromnich służył w cerkwi rosyjskiej w Użhorodzie, był także redaktorem pisma „Православный Карпатский вестник”.
W 1941 został proboszczem parafii św. Aleksandra Newskiego w Aleksandrii. W 1945, pozostając na tym stanowisku, przyjął jurysdykcję Rosyjskiego Kościoła Prawosławnego, zaś rok później otrzymał obywatelstwo ZSRR. Aresztowany przez policję egipską w sierpniu 1948, przebywał w więzieniu do maja roku następnego, po zwolnieniu wyjechał do Związku Radzieckiego.
12 lutego 1950 w soborze św. Aleksandra Newskiego w Preszowie został wyświęcony na biskupa preszowskiego. Został pierwszym ordynariuszem jednej z eparchii Egzarchatu Czechosłowacji, utworzonego po siłowej, przeprowadzonej przez władze komunistyczne likwidacji Kościoła greckokatolickiego na Słowacji. Po pięciu latach został locum tenens eparchii wileńskiej i litewskiej, rok później objął tę katedrę na stałe, zaś w 1957 został arcybiskupem. Zmarł w Wilnie i został pochowany na terenie monasteru Świętego Ducha w tymże mieście.

## Działalność literacka
W 1906 wydał pierwsze wiersze w gazecie „Северо-западный голос”, dwa lata później opublikował tom „Неокрепшие крылья”. Jest również autorem szeregu utworów przeznaczonych dla dzieci („Смерть Игрушки”, „С детьми эмиграции”, „Школьный год”, „Розовый дом”, „Моя маленькая Россия”, „Детские игры”, „Медвежата”, „Лесная быль”) oraz tekstów religijnych („Писатель Ангельского чина”, „Белый крин”, „Сокровище неоцененное”, „С Богом в путь”, „Моисей Угрин”, „Газдыня Анна”, etiuda dramatyczna „Среда”, dramaty „Образы прошлого”, „После бури”). W 1935 za wiersz „Я Русь люблю” otrzymał nagrodę Związku Rosyjskich Pisarzy i Dziennikarzy Królestwa Jugosławii. Jego teksty były drukowane w rosyjskiej prasie emigracyjnej. Napisał również pracę poświęconą Ignacemu (Brianczaninowowi).